# L'Aquila 1927

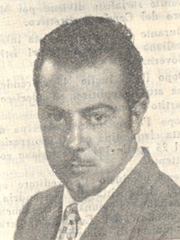
Ubaldo Lopardi (1963), ancien maire de L'Aquila et président du club

L’Società Sportiva Dilettantistica a responsabilità limitata L'Aquila 1927, plus couramment abrégé en L'Aquila, est un club italien de football fondé en 1927 et basé dans la ville de L'Aquila, dans les Abruzzes.
Le club joue ses matchs à domicile au Stade Gran Sasso d'Italia-Italo Acconcia.

## Histoire
Fondé en 1927, le club évolue actuellement en Serie D.
Entre 1931 et 1934, le club joue ses matchs à domicile dans le Stade Isaia Di Cesare (stade dans lequel le club dispute ses entraînements jusque dans les années 1970).
Depuis 1982, l'équipe dispute ses matchs au Stade Gran Sasso d'Italia-Italo Acconcia, stade de 6 763 places.